# Winston Griffiths
Winston Griffiths (né le 12 septembre 1978 dans la paroisse de Clarendon en Jamaïque et mort le 23 octobre 2011 à May Pen) est un joueur de football international jamaïcain, qui évoluait au poste de milieu de terrain.

## Biographie

### Carrière en sélection
Avec l'équipe de Jamaïque, il joue 28 matchs (pour 2 buts inscrits) entre 1998 et 2002. 
Il figure dans le groupe des sélectionnés lors des Gold Cup de 1998 et de 2000.
Il dispute une rencontre face au Costa Rica comptant pour les tours préliminaires de la coupe du monde 2002.